# Vincent DeDomenico
Vincent Michael DeDomenico Sr. (San Francisco, 29 settembre 1915 – Napa, 18 ottobre 2007) è stato un imprenditore statunitense, uno degli inventori del Rice-A-Roni e uno dei fondatori della Napa Valley Wine Train.

## Biografia
DeDomenico è nato a San Francisco, in California. Cresciuto nel quartiere di Mission District, si è laureato alla Mission High School e, subito dopo, ha preso possesso di alcune attività e classi di contabilità alla Golden Gate University (allora nota come il Golden Gate College). Poiché la sua famiglia non aveva abbastanza soldi per la sua formazione al college, cominciò a lavorare per l'azienda di famiglia, la Gragnano Macaroni Factory, subito dopo la laurea. Quando suo padre morì nel 1933, lui e i suoi fratelli ripresero l'attività, che cambiò nome in Golden Grain Macaroni Company. Insieme ai suoi fratelli, DeDomenico inventò un ripieno di riso essiccato, il Rice-A-Roni, nel 1958.
Nel 1964 acquistò la Ghirardelli Chocolate Company di San Francisco, che divenne una delle cioccolaterie più famose al mondo. DeDomenico vendette entrambe le aziende per acquistare, nel 1986, la Quaker Oats Company per 300 milioni di dollari. L'anno successivo, all'età di 72 anni, si è iscritto a due altri investitori, Jack Hussey e il dottor Lee Block, che aveva acquistato il diritto di passaggio di una linea ferroviaria del 1864 nella Napa Valley. DeDomenico e la moglie viaggiarono con l'Orient Express ed ebbero una visione per la creazione di un livello comparabile di vino, cibo e di lusso per i passeggeri del trasporto ferroviario in California. DeDomenico prese in mano il progetto ed ottenne l'autorizzazione di utilizzare la linea per una nuova impresa per il turismo, la Napa Valley Wine Train, dopo anni di opposizione locale. Il "treno del vino" è entrato in funzione nel 1989. Raggiunge i 100.000 passeggeri all'anno ed è accreditato in parte con l'avvio del sorgere del centro di Napa come attrazione turistica, nonostante i costanti controlli delle inondazioni, l'aumento della congestione e di altre questioni.
Al 10º anniversario del funzionamento del treno, DeDomenico è stato onorato con il "Walter E. Disney Railroader Award" dalla Carolwood Pacific Historical Society per il ripristino e la conservazione del treno d'epoca.
Negli anni successivi DeDomenico ha gestito un ranch nella valle di Sacramento. Andò a lavorare fino al giorno della sua morte, passando tranquillamente nel sonno dopo una giornata di lavoro all'ufficio del "treno del vino". DeDomenico è rimasto sposato con Mildred DeDomenico per oltre 60 anni, fino alla sua morte. È stato descritto da amici e avversari come un uomo d'affari difficile e persistente, ma tranquillo e cortese in privato.
La moglie di DeDomenico, Mildred, è morta il 26 novembre 2007, cinque settimane dopo la morte del marito.